# 維爾巴利斯
維爾巴利斯是立陶宛馬里揚泊列縣維爾卡維什基斯區内的城市，位於維爾卡維什基斯以西12公里，毗鄰與俄羅斯接壤的邊境，面積4.6平方公里，海拔高度79米，2020年人口895。